# Týden hebrejské knihy

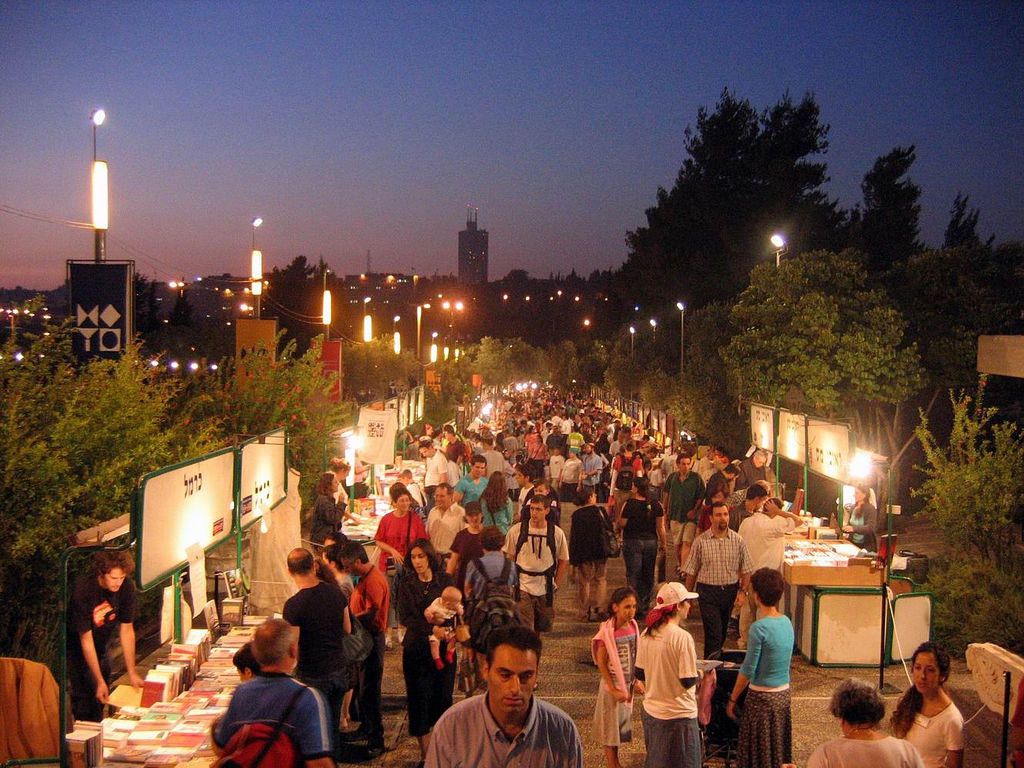
Týden hebrejské knihy, 2005, Jeruzalém

Týden hebrejské knihy (hebrejsky: שבוע הספר העברי, anglicky: Hebrew Book Week) je každoroční festival izraelské literatury. Během tohoto festivalu jsou ve významných izraelských městech pořádány velké celodenní venkovní knižní trhy, během kterých jednotlivá nakladatelství představují a prodávají své publikace, často se slevou. Během tohoto festivalu poskytují slevy i izraelská knihkupectví.

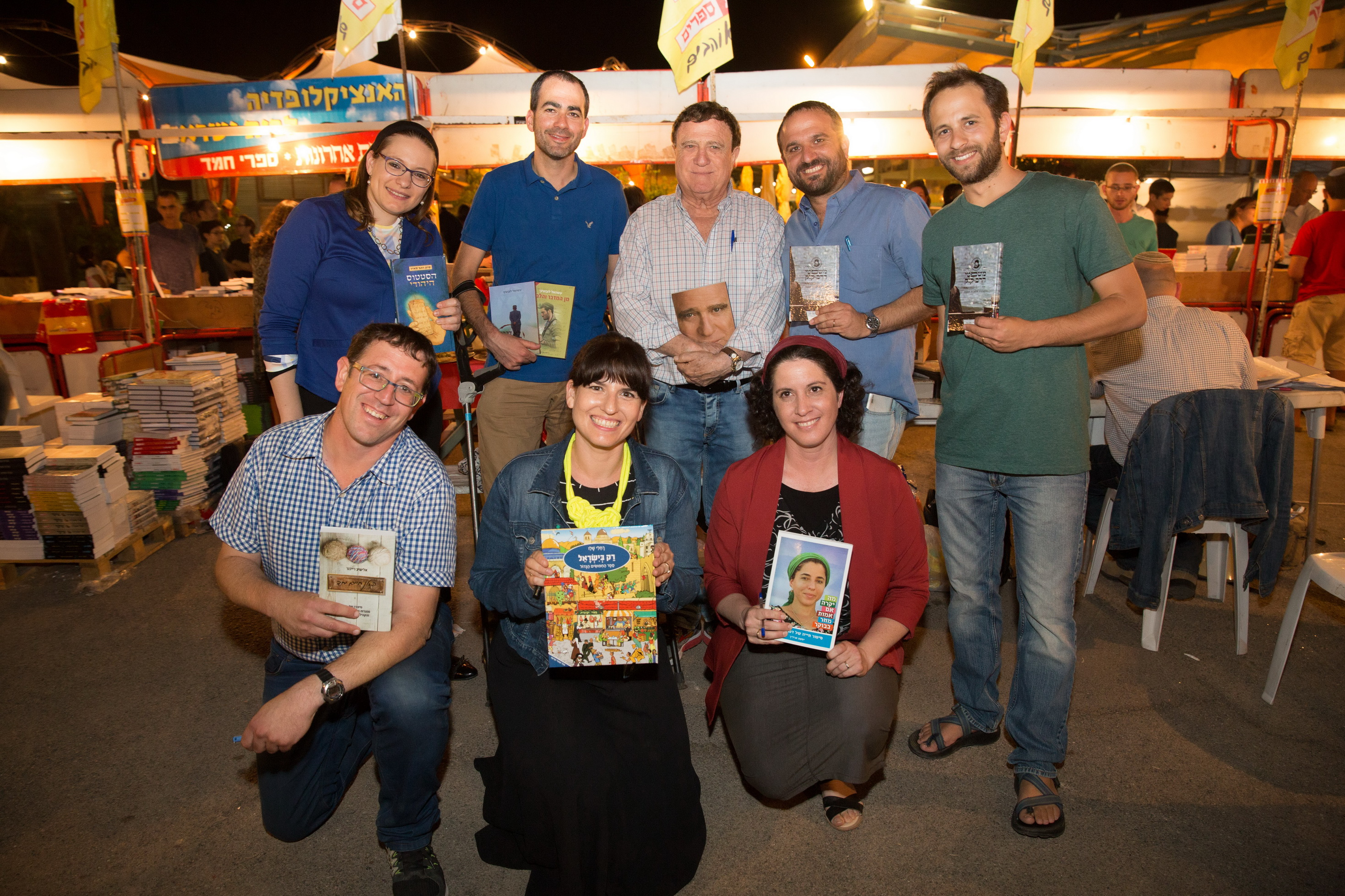
The Hebrew Book Week fair at the Jerusalem Station compound, 2017
Writers. Back line from left: Sivan Rahav-Meir, Dr. Asael Lubotzky, Yehoram Gaon

V posledních letech se Týden hebrejské knihy protáhl až k deseti dnům. V roce 2007 se konal od 6. do 16. června.
Slevy na knihy nejsou jediným přínosem festivalu. Během něj probíhají také setkání s autory, autorská čtení a udílení Sapirovy ceny za beletrii.
Poprvé se festival konal v roce 1926 jako jednodenní akce na Rothchildově bulváru v Tel Avivu. Od roku 1961 je pak festival celostátně rozšířený a jeho délka se prodloužila na celý týden.